# Charles du Puy-Montbrun

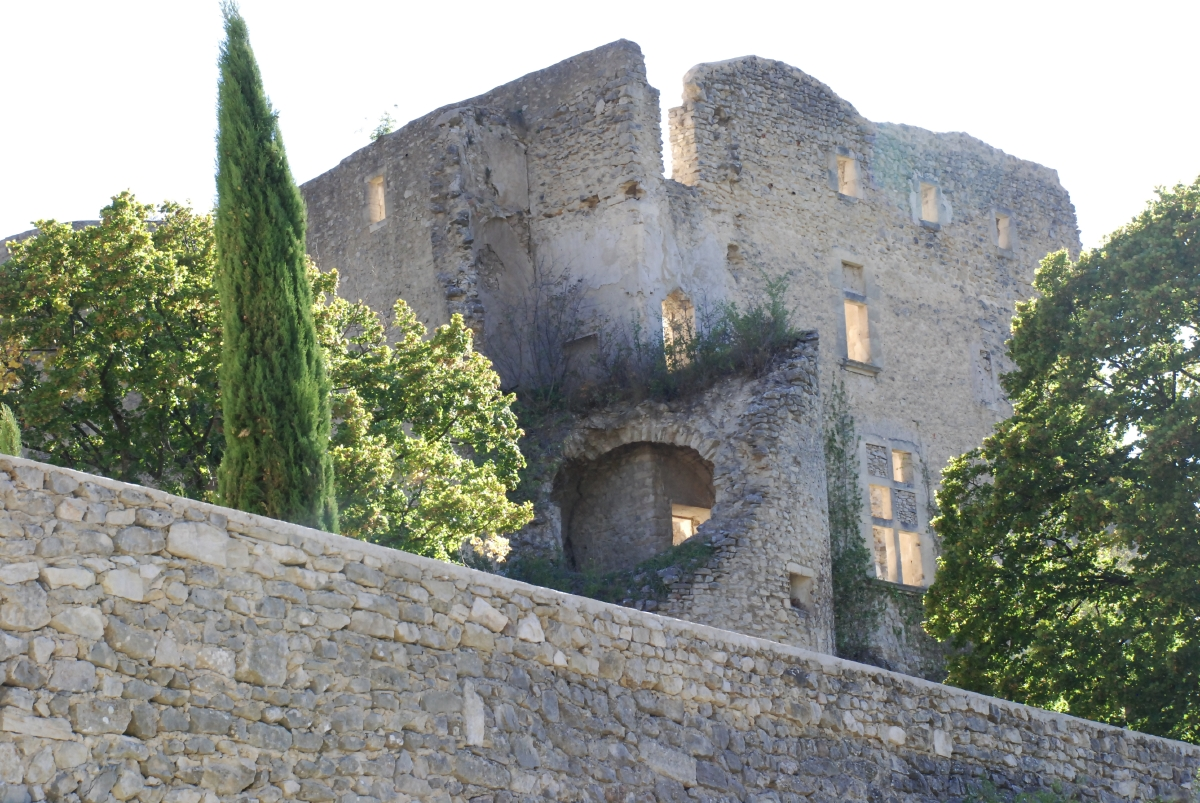
Gros plan sur le château ruiné des Du Puy-Montbrun

Charles du Puy-Montbrun, né en 1530 et mort en 1575, gentilhomme du Dauphiné, est un capitaine huguenot des guerres de religion et le chef des protestants du Dauphiné avant le duc de Lesdiguières. 

## Biographie

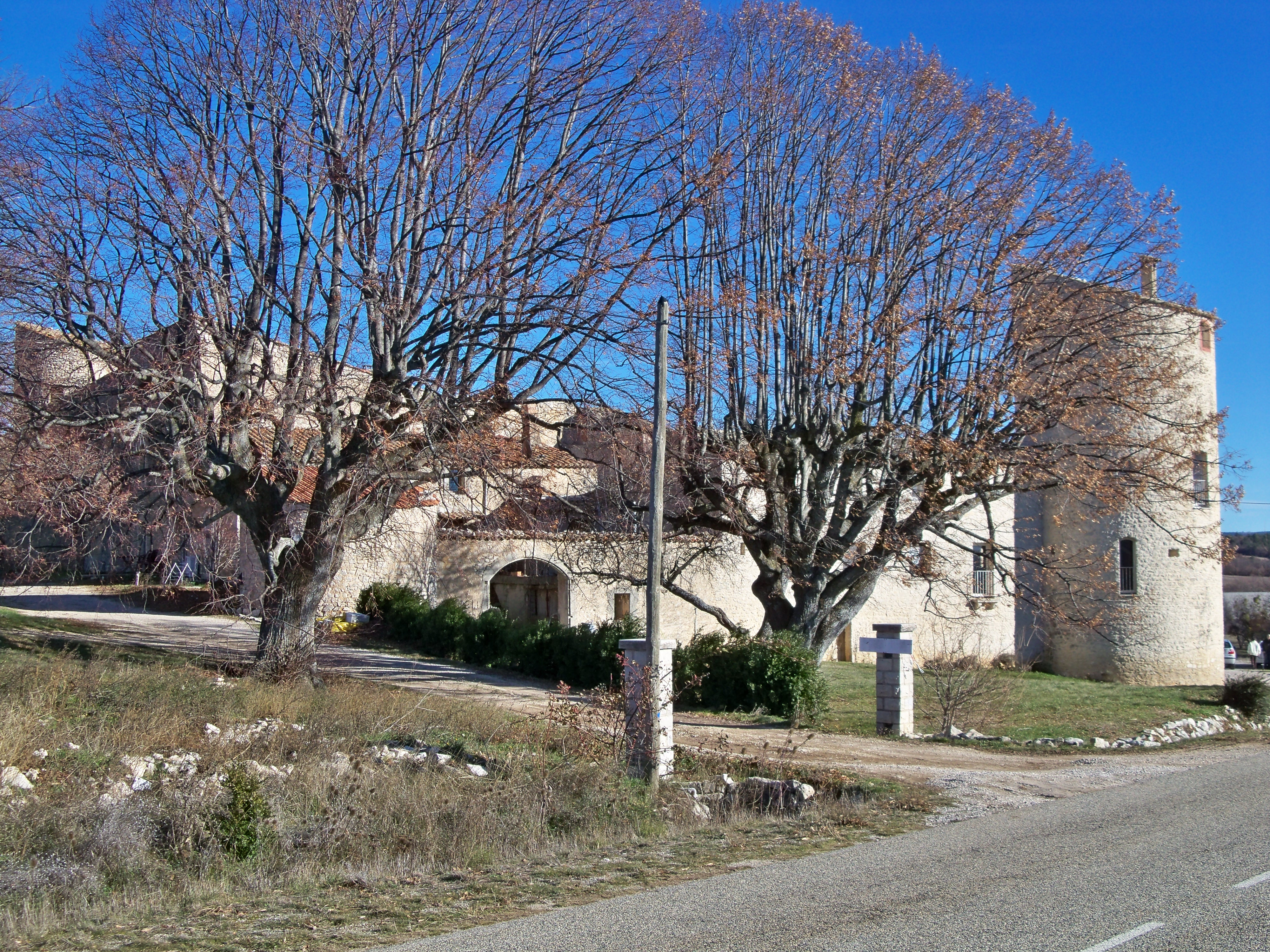
Le château de la Gabelle à Ferrassières

Son château de Montbrun ayant été démantelé sur ordre royal, en 1560, Charles du Puy-Montbrun fit construire celui de la Gabelle à Ferrassières. Son emplacement était idéal pour le chef huguenot qui pouvait aussi bien pénétrer dans les Baronnies ou descendre attaquer le Comtat Venaissin et la Provence. La tradition veut qu'il ait pu y réunir jusqu'à 1 500 arquebusiers.
En 1563, il est le second du baron des Adrets à Lyon et on le dit responsable des massacres qui s'y commettent. Lorsque Jean V de Parthenay reprend le commandement de cette ville pour les armées de Condé, il trahit le baron des Adrets et se range du côté du chef poitevin.
Il est à Moncontour en 1569. Après la défaite protestante, il retourne avec Lesdiguières en Dauphiné. Ensemble, ils battent le baron de Gordes au passage du Rhône.

« Montbrun prit part à cette expédition à la tête d'un régiment de dix enseignes et d'un cornette de cavalerie. Il se trouva aux batailles de Jarnac (13 mai 1569) et de Montcontour (3 octobre). Après cette dernière affaire, ses soldats découragés par deux défaites successives et regrettant, comme on l'a dit, le foyer domestique, témoignèrent le désir de revenir dans leurs montagnes où une guerre de partisans leur offrait plus de chances de succès. Il se mit en marche le 14 octobre suivi des restes de ses troupes échappées au typhus et aux désastres de la campagne, traversa l'Auvergne et le Vivarais, attaqué par les garnisons catholiques, traqué par les paysans au son du tocsin, passa le Rhône malgré de Gordes (28 mars 1570) et rentra en Dauphiné affaibli mais non vaincu après une retraite dont l'histoire eût tenu compte aux jours moins remplis d'événements. »

— Adolphe Rochas, Biographie du Dauphiné.

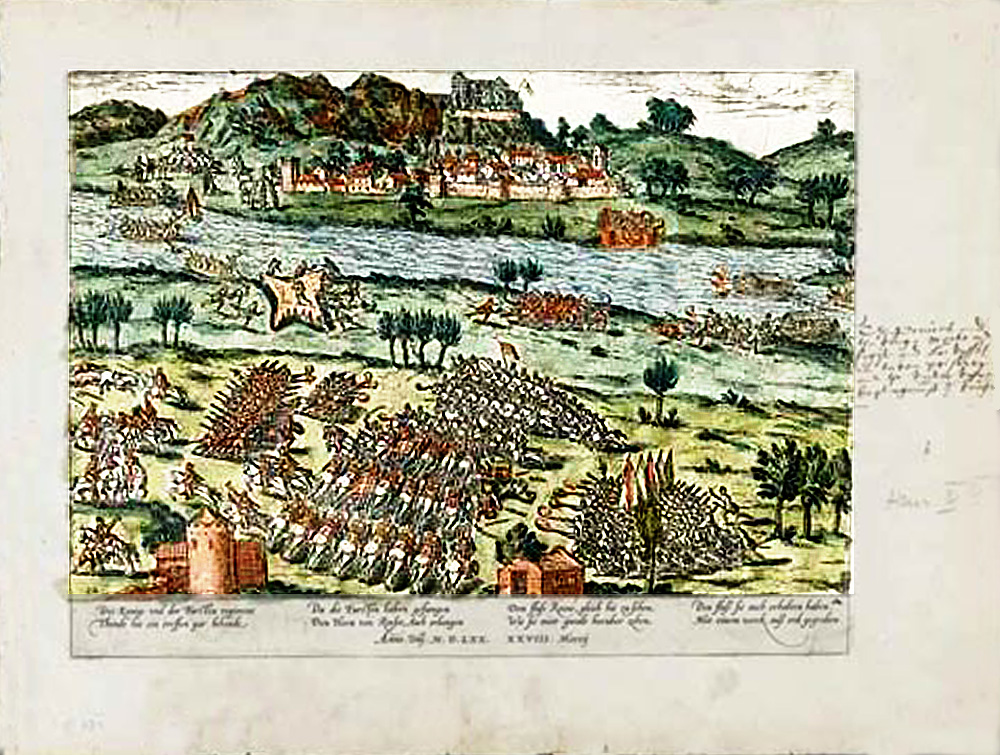
La rencontre des deux armées françoises faite au passage de la rivière du Rosne, le 28 mars 1570, par Franz Hogenberg.

Le 27 avril 1574, il met le siège devant Serres, et bat avec Lesdiguières les catholiques du capitaine Gargas à la Bâtie-Montsaléon le 8 mai, leur faisant 100 à 200 morts. La ville se rend peu après,.
Il tente le siège de Grenoble, repris par le parti catholique, mais la ville leur résiste.
Il refuse le passage à Henri III au pont de Beauvoisin quand celui-ci revient de Pologne, après la mort de son frère Charles IX, lui répondant que « Les armes et le jeu, répondit Montbrun, rendent les hommes égaux » et que « lorsqu'on a le bras armé et le cul sur la selle, tout le monde est compagnon. » 
Le 12 juin 1575, en tentant de reprendre et fortifier Châtillon-en-Diois, Lesdiguières est pris à partie par une sortie de la garnison catholique de Die, composée d'arquebusiers dauphinois et d'une dizaine d'enseignes de Suisses sous les ordres du gouverneur de la ville, Claude de Lhère de Glandage et du lieutenant-général du Dauphiné, De Gordes. Montbrun arrive à marche forcée en renfort depuis Barnave et intercepte la garnison au franchissement du Pont d'Oreille, entre Die et  Molières, le lendemain. C'est au prix de la mort de 800 Suisses et de leur capitaine que Glandage et De Gordes peuvent regagner l'abri des remparts de Die. De Gordes bloqué dans Die, les villes de Lyon et Grenoble dépêchent une armée de secours à Romans sous les ordres d'Ourches et de Lestang. Cette armée rencontre celle de Montbrun au pont sur la Gervanne (à Mirabel-et-Blacons) début juillet 1575. Montbrun y est fait prisonnier ; emprisonné à Crest et jugé à Grenoble, il est condamné ; mais sa fierté en impose aux juges, et ils redoutent une révolte le jour de son exécution. Ils lui enjoignent de ne rien dire au peuple, s'il ne veut avoir la langue coupée. Il est porté dans une chaise au lieu de son supplice  car il a eu la cuisse cassée dans le combat. Le roi lui refuse la grâce, et il est décapité le 13 août. Autre hypothèse : le roi aurait donné sa grâce à Charles du Puy-Montbrun, mais elle serait arrivée deux heures après l'exécution de la sentence…
Sur ordre du roi, son procès est rayé des registres du greffe deux ans après sa mort. La paix de 1576 le réhabilita mais toute trace en fut totalement effacée par arrêt du même parlement du 17 février 1648. La vie de Charles du Puy-Montbrun a été écrite par Allard, auteur de l'Histoire du baron des Adrets.
Son petit-fils, Alexandre du Puy-Montbrun, fut également capitaine protestant : il lutta au siège de Montauban (en 1621) par Louis XIII, puis défendit Privas.